# Finlande au Concours Eurovision de la chanson 2023
 (avril 2025).
Motif : Cf. Discussion:Finlande au Concours Eurovision de la chanson 2025/Admissibilité
- Archive Wikiwix
- Bing
- Cairn
- DuckDuckGo
- E. Universalis
- Gallica
- Google
- G. Books
- G. News
- G. Scholar
- Persée
- Qwant
- (zh) Baidu
- (ru) Yandex
- (wd) trouver des œuvres sur Wikidata

| 1. | Préciser le motif de la pose du bandeau. | Précisez le motif de la pose du bandeau en utilisant la syntaxe suivante : {{admissibilité à vérifier\|date=avril 2025\|motif=remplacez ce texte par le motif}}                                                         |
| 2. | Informer les utilisateurs concernés.     | Pensez à avertir le créateur de l'article, par exemple, en insérant le code ci-dessous sur sa page de discussion : {{subst:avertissement admissibilité à vérifier\|Finlande au Concours Eurovision de la chanson 2023}} |

La Finlande est l'un des trente-sept pays participant au Concours Eurovision de la chanson 2023, qui se tient du 9 au 13 mai 2023 à Liverpool au Royaume-Uni. Le pays est représenté par Käärijä avec sa chanson Cha cha cha qui se classe deuxième de la compétition.

## Sélection
La Finlande confirme sa participation au Concours le 23 mai 2022, confirmant par la même occasion que le représentant serait sélectionné au moyen de l'Uuden Musiikin Kilpailu, comme c'est le cas depuis 2012.

### Format
Le format de la douzième édition de l'Uuden Musiikin Kilpailu est le même que celui des trois éditions précédentes: sept candidats participent au concours, qui se tient en une seule soirée. Les résultats sont composés à 25 % des votes d'un jury de professionnels, et à 75 % des votes du public finlandais.

### Participants
La période de dépôt de candidatures ouvre le 1er septembre 2022. Les chansons sont présentées le 11 janvier 2023, tandis que leurs clips sortent du 12 au 20 janvier 2023.
| Interprète     | Titre                         | Langue  | Paroles/musique                                                   |
| -------------- | ----------------------------- | ------- | ----------------------------------------------------------------- |
| Benjamin       | Hoida mut                     | Finnois | Atso Soivio, Benjamin Peltonen, Iivari Suosalo                    |
| Käärijä        | Cha cha cha                   | Finnois | Aleksi Nurmi, Johannes Naukkarinen, Jere Pöyhönen                 |
| Keira          | No Business on the Dancefloor | Anglais | Axel Ehnström, Jason OK, Teemu Brunila                            |
| Kuumaa         | Ylivoimainen                  | Finnois | Aarni Soivio, Johannes Brotherus, Jonas Olsson, Jonttu Luhtavaara |
| Lxandra        | Something to Lose             | Anglais | Alexandra Lehti, Amy Kuney, Belinda Huang, Minna Koivisto         |
| Portion Boys   | Samaa taivasta katsotaan      | Finnois | Mikael Forsby, Mikko Tamminen, Raimo Paavola                      |
| Robin Packalen | Girls Like You                | Anglais | Joonas Parkkonen, Robin Packalen, Zoë Moss                        |

### Finale
La finale a lieu le 25 février 2023 en direct du Logomo de Turku et est présentée par Samu Haber (en). Le groupe gagnant de l'édition précédente, The Rasmus, ainsi que la chanteuse Bess (fi), arrivée troisième lors de l'édition précédente, assurent l'entracte.
- Première place
- Deuxième place
- Troisième place
- Dernière place

| Ordre | Interprète     | Titre                         | Score      | Score          | Score          | Score          | Score | Place |
| Ordre | Interprète     | Titre                         | Jury (25%) | Télévote (75%) | Télévote (75%) | Télévote (75%) | Total | Place |
| Ordre | Interprète     | Titre                         | Jury (25%) | Voix           | %              | Points         | Total | Place |
| ----- | -------------- | ----------------------------- | ---------- | -------------- | -------------- | -------------- | ----- | ----- |
| 1     | Robin Packalen | Girls Like You                | 28         | 21 303         | 9,18 %         | 81             | 109   | 4     |
| 2     | Kuumaa         | Ylivoimainen                  | 44         | 16 569         | 7,14 %         | 63             | 107   | 5     |
| 3     | Käärijä        | Cha cha cha                   | 72         | 122 822        | 52,95 %        | 467            | 539   | 1     |
| 4     | Keira          | No Business on the Dancefloor | 42         | 23 933         | 10,31 %        | 91             | 133   | 3     |
| 5     | Benjamin       | Hoida mut                     | 34         | 8 416          | 3,62 %         | 32             | 66    | 7     |
| 6     | Lxandra        | Something to Lose             | 46         | 6 312          | 2,72 %         | 24             | 70    | 6     |
| 7     | Portion Boys   | Samaa taivasta katsotaan      | 28         | 32 613         | 14,06 %        | 124            | 152   | 2     |

La douzième édition de l'UMK s'achève sur la victoire de Käärijä, qui défendra sa chanson Cha cha cha à Liverpool au Royaume-Uni lors de l'Eurovision 2023, pour la Finlande,. C'est la première fois depuis 2015 que la Finlande envoie une chanson en finnois.

## À l'Eurovision
La Finlande représentée par Kaarija et sa chanson Cha cha cha est arrivée en tête de la première demi-finale (la deuxième fois après 2006).
Au terme de la finale, le chanteur se classe deuxième derrière Loreen et son titre Tattoo. Il s'est classé 4e dans les votes du jury et est arrivé en tête au télévote (obtenant un total de 526 points). Il s'agit du meilleur classement de la Finlande depuis la victoire de Lordi en 2006. De plus, Cha cha cha obtient le meilleur classement pour une chanson intégralement interprétée en finnois.